# 珠久美穂子の、気分はバーディーラッシュ!
『珠久美穂子の、気分はバーディーラッシュ！』（しゅくみほこの、きぶんはバーディーラッシュ）は、JFN加盟局の一部で放送されていたFM OSAKA制作のラジオ番組である。制作局のFM OSAKAでは2010年10月2日から2011年9月24日まで、毎週土曜 6:00 - 7:55（日本標準時）に放送。
前番組『Kei's Weekend Tee Shot!』と同様に、ゴルフ情報を主とした内容で放送。パーソナリティは、慶元まさ美に替わって珠久美穂子が務めた。
番組の終了後、珠久は後継番組の『サタ☆スポ！』にも引き続き出演した。

## ネット局
いずれの局も『Kei's Weekend Tee Shot!』から引き続きネット。
- エフエム大阪 (FM OSAKA) - 制作局。
- エフエム滋賀 (e-radio)
- 岡山エフエム放送 (FM OKAYAMA)
- エフエム徳島
- エフエム香川

## コーナー
- ゴルフ川柳 - ゴルフ用語が入っていなくてもよい。
- たらればメッセージ - 「先週のゴルフ、あそこをこうしておけば良い結果だったのに」というメッセージを募集。